# Fiat 10 HP
El Fiat 10 HP fue el quinto modelo construido por el fabricante italiano Fiat en el año 1901. El vehículo montaba el mismo motor de dos cilindros del Fiat 6 HP, con 1082 cc y dos válvulas por cilindro, con el que conseguía una potencia de 10 CV a 800 rpm. Poseía tracción trasera y podía alcanzar una velocidad máxima de 45 km/h.

## Historia
El Fiat 10 HP sustituyó al Fiat 6 HP, considerándose una evolución del Fiat 8 HP. El Fiat 6 HP estaba a su vez basado en el Fiat 3,5 HP, diseñado por el ingeniero Aristide Faccioli para Fiat. Tanto el 6 HP como el 10 HP fueron diseños de Faccioli. La tecnología se mantuvo igual. Sin embargo, la configuración de las plazas cambió, pasando de una carrocería vis-à-vis en el 6 HP a un Phaeton como el 10 HP con 2 filas de 2 asientos, haciendo un total de 4 plazas.
El automóvil podía acomodar a 4 pasajeros (incluido el conductor), y en aquella época tenía un coste de unas 9.000 liras italianas. Solo se construyeron entre 3 y 5 ejemplares.
Al igual que el modelo 6 HP, el 10 HP tenía un motor 2 cilindros de gasolina con 1082 cc y 2 válvulas por cilindro, logrando un máximo de 10 CV, capaz de alcanzar un total de 45 km/h. Con una transmisión manual de 3 velocidades y una cadena en las ruedas traseras. Fue el primer modelo en contar con un volante (en vez de un timón) de forma predeterminada, que estaba ya disponible en el 6 HP como opción adicional. En 1901 apareció el sucesor de ambos modelos, Fiat 10 HP y 8 HP, el llamado Fiat 12 HP.